# Los náufragos del tiempo
Los náufragos del tiempo (Les Naufragés du temps) es una serie de historieta de ciencia ficción creada por Jean-Claude Forest y Paul Gillon. Es una space opera salpicada de personajes complejos y atormentados, y es uno de los clásicos de la historieta francesa de ciencia ficción, igual que Los pioneros de la Esperanza y que Valérian y Laureline.
Su título hace referencia a Los náufragos del aire, primera parte de la novela de Julio Verne La isla misteriosa, que Forest adaptó con el título Mystérieuse: matin, midi et soir, historieta publicada en 1971.

## Trayectoria editorial
La serie Los náufragos del tiempo fue creada para la efímera revista "Chouchou" (1964-1965), usando Forest el pseudónimo de Jean-Claude Valherbe. La publicación desapareció pocos números después de su lanzamiento, pero eso no evitó que los dos autores retomaran sus personajes y sus aventuras en el periódico "France-Soir" en 1974. A partir de 1977, Gillon se encargó en solitario de la serie, ya para la revista "Métal Hurlant".
Un año después, la serie se presentó al publicó hispanohablante en la revista "Bumerang".
En Francia, los primeros 4 tomos fueron editados por Hachette. Les Humanoïdes Associés continuó su labor, lanzando los tomos 3 a 6 y después, en su colección «Eldorado», del 1 al 10. En 2008, Glénat volvió a editar todos los tomos, que al año siguiente su sucursal en España empezó también a traducir al castellano.

## Argumento
En el siglo XX, frente a una gran calamidad que afecta a la Tierra, es lanzada al espacio una pareja de seres humanos (Christopher Cavallieri y Valérie Haurèle) que, sumidos en un profundo letargo, un día serán recuperados, garantizando así la supervivencia de la especie en su estado actual. Pero las células espaciales de ambos se separan en su viaje por el infinito y cuando, mil años después del lanzamiento, es recuperado el hombre, no se sabe nada de la mujer. A partir de ese momento, el ex durmiente se entrega a una constante búsqueda de su compañera por el Universo, donde vivirá las más extraordinarias aventuras, las cuales proseguirán aun después de haberla encontrado. Conocerá seres extraños, como los trasos, ratas inteligentes dispuestas a apoderarse de nuestro sistema; animales tan extraordinarios como el Tapir o como Philos, dotado este último de poderes telepáticos y que lanza continuos comentarios críticos; personajes como Lisdal, el soldado de cabeza de hierro, o como Quinine la prostituta que se convierte en arpía... Pero sobre todo está el personaje de Mara, la mujer capaz de cualquier sacrificio por amor.
Los Naufragos del Tiempo es un relato de tribulaciones, una obra plagada de simbolismos, una creación llena de fantasía y más profunda de lo que parece a primera vista.

### Personajes
- Christopher Cavallieri (Chris): hombre del siglo XX, audaz pero no exento de debilidades.
- Valérie Haurèle: mujer del siglo XX, bastante miedosa.
- Mara: científica; es decidida y está enamorada de Chris.
- Tapir: hombre-tapir que es el jefe del crimen organizado en el Sistema Solar.
- Saravone Leobart: científico loco.
- Major Lisdal: un cyborg con la cabeza rapada.
- Beryl Rosemayor: bella dama de oscuro pasado.
- Quinine: prostituta intrigante.

## Álbumes
De Forest y Gillon
1. L’Étoile endormie (1974 - ISBN 2-7316-0124-8)
2. La Mort sinueuse (1975 - ISBN 2-7316-0123-X)
3. Labyrinthes (1976 - ISBN 2-7316-0034-9)
4. L’Univers cannibale (1976 - ISBN 2-7316-0037-3)

De Gillon
1. Tendre Chimère (1977 - ISBN 2-7316-0220-1)
2. Les Maîtres-Rêveurs (1978 - ISBN 2-7316-0036-5)
3. Le Sceau de Beselek (1979 - ISBN 2-7316-0036-5)
4. Ortho-Mentas (1981 - ISBN 2-7316-0106-X)
5. Terra (1984 - ISBN 2-7316-0297-X)
6. Le Cryptomère (1989 - ISBN 2-7316-0444-1)